# Black Out (programma televisivo)
 Black out è stato un programma televisivo italiano condotto da Stefano Satta Flores, Leo Gullotta, Cristina Moffa, Daniele Pace, Adriana Russo e i Giancattivi, trasmesso da Rai 1 nel 1980, a partire dal 18 settembre alle 20:30, per sei puntate.

## La trasmissione
Si trattava di un varietà dove gli attori del cast si producevano in gag e sketch comici, intervallati da balletti in studio interpretati da Cristina Moffa, la quale cantava anche la sigla Non per vantarci, in coppia con Daniele Pace.